# Ritratto di nobildonna genovese con il figlio
Ritratto di nobildonna genovese con il figlio è un dipinto del pittore fiammingo Antoon van Dyck del 1625.

## Descrizione
Il dipinto raffigura una nobildonna seduta e suo figlio, un ragazzetto di circa sette anni. I due sono inseriti su una terrazza. La donna, raffigurata con un pesante abito nero, che potrebbe essere segno di vedovanza, tiene per mano il figlio, un bambino apparentemente vivace e maturo. Le mani intrecciate sono il centro della tela. Non si sa con precisione l'identità della donna, che fino a qualche tempo fa si riteneva essere Paola Adorno, marchesa di Brignole-Sale.